# Mughiphantes johannislupi
Espèce
Synonymes
- Lepthyphantes johannislupi Denis, 1953

Mughiphantes johannislupi est une espèce d'araignées aranéomorphes de la famille des Linyphiidae.

## Distribution
Cette espèce est endémique du Midi-Pyrénées en France. Elle se rencontre dans les Hautes-Pyrénées.

## Publication originale
- Denis, 1953 : Araignées des environs du Marcadau et du Vignemale (Hautes-Pyrénées). Bulletin de la Société d'Histoire naturelle de Toulouse, vol. 88, p. 83-112.